# Coenraad Johannes van Houten
Coenraad Johannes van Houten (født 15. marts 1801, Amsterdam, død 27. maj 1887, Weesp) var en hollandsk kemiker og chokoladeproducent kendt for behandling af kakaomasse med alkaliske salte for at fjerne den bitre smag og gøre kakaofaststoffer mere vandopløselige. Han er også kendt for at opfinde en metode til at presse fedtet (kakaosmør) fra stegte kakaobønner, selvom det faktisk var hans fars opfindelse.
1. ↑  Navnet er anført på engelsk og stammer fra Wikidata hvor navnet endnu ikke findes på dansk.